# Houstonia parviflora
Houstonia parviflora är en måreväxtart som beskrevs av John Michael Holzinger och Jesse More Greenman. Houstonia parviflora ingår i släktet Houstonia och familjen måreväxter. Inga underarter finns listade i Catalogue of Life.